# Новоалександровка (Амурская область)
Новоалекса́ндровка — село в Тамбовском районе Амурской области России. Административный центр Новоалександровского сельсовета.

## География
Село Новоалександровка находится в 20 км к востоку от районного центра села Тамбовка, расположена на 65 км автомобильной дороги областного значения Благовещенск — Гомелевка.
От села Новоалександровка на север идёт дорога к селу Лиманное, на юг — к селу Верхняя Полтавка Константиновского района.

## Население
| 2002  | 2010  | 2012  | 2013  | 2014  | 2015  | 2016  |
| ----- | ----- | ----- | ----- | ----- | ----- | ----- |
| 1406  | ↘1338 | ↗1351 | ↗1363 | ↗1365 | ↘1344 | ↗1348 |
| 2017  | 2018  | 2021  |       |       |       |       |
| ↘1334 | →1334 | ↗1345 |       |       |       |       |

## Улицы
| - ул. 50 лет Октября, - ул. Комсомольская, - ул. Луговая, - ул. Набережная, - ул. Новая, | - ул. Озёрная, - ул. Советская, - ул. Центральная, - ул. Школьная, - ул. Юбилейная. |

## Экономика
Сельскохозяйственные предприятия Тамбовского района.